# فازلين

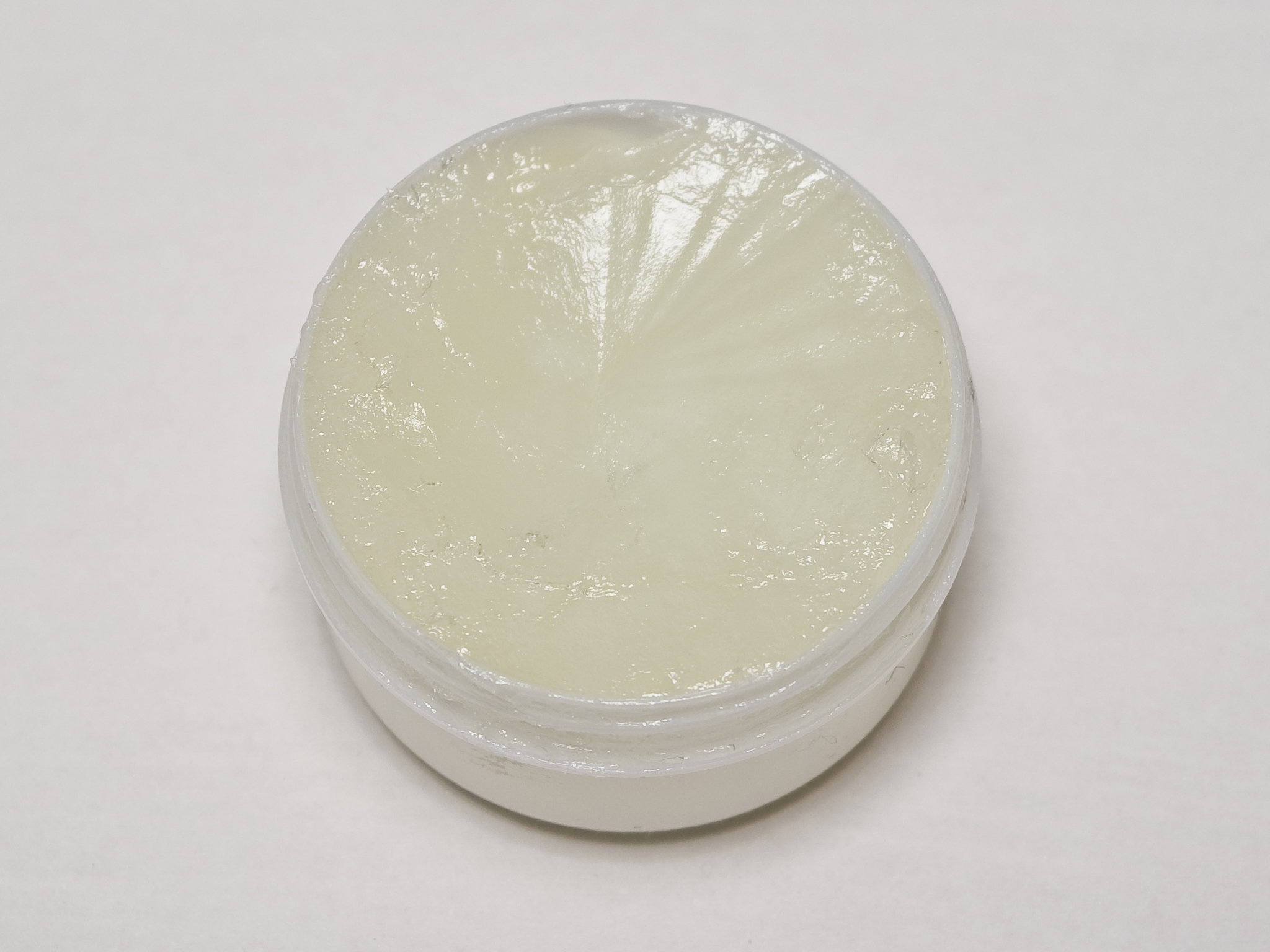
الفازلين في عبوته

فازلين هي علامة تجارية أمريكية للمنتجات القائمة على الفازلين المملوكة لشركة بريطانية هولندية يونيليفر. تشمل المنتجات الفازلين العادي ومجموعة مختارة من كريمات البشرة والصابون والمستحضرات والمنظفات ومزيلات العرق.

## اكتشاف الفازلين
في عام 1859 سافر روبرت تشييزيبرو، وهو كيميائي من بروكلين في الثانية والعشرين من العمر، إلى بنسلفانيا لمشاهدة حقول النفط المكتشفة حديثاً. فسمع هناك عمال النفط يشتكون من شمع شبيه بترسب البارافين سمي " شمع القضبان "، يضطرون إلى إزالته في الغالب عن قضبان المضخات الفولاذية إلا أنّ هؤلاء وجدوا في تلك المادة المزعجة مرهماً مسكناً وشافياً للحروق والجروح. أثار ذلك اهتمام تشييزيبرو فجمع عينات من شمع القضبان وحملها إلى منزله وباشر فحصها.
مرت 11 سنة وهو يعمل في تصفية الراسب وتنقيته. وكانت أكثرية المراهم تصنع آنذاك من الشحوم الحيوانية والزيوت النباتية، وتعرض للتلف إذا تم حفظها لمدة طويلة. ففكر تشييزيبرو بأن هذه المادة النفطية المنشأ والخالية من الزنخ والرائحة الكريهة قد تصبح مرهماً يكثر طلبه. ولكي يختبر فعاليته أحدث جروحاً و خدوشاً وحروقاً في جلده وعالجها بشمع القضبان. لما تأكدت له فعالية هذا المرهم، أنشأ تشييزيبرو في العام 1870 المعمل الأول لصنع البلسم الجديد الذي سمـّـاه فازلين.
اليوم يباع فازلين النفط الهلامي، المميّز بملصقه الأزرق و الأبيض في 140 بلداً. وقد وجد المستهلكون آلاف الطرق لاستخدامه. فصيادو الأسماك يستخدمونه طعماً في صنّاراتهم، وتعتمده النساء لإزالة مواد الماكياج عن العين، ويطلي السباحون به أجسامهم قبل الغطس في الماء الجليدي، كذلك يطلي به مالكو السيارات أطراف كابلات البطارية منعا للتآكل.
توفي روبرت تشييزيبرو في 1933 عن 96 عاماً. وحين كان مريضاً طلى نفسه من رأسه إلى قدميه بالبلسم وقال: إن حياته الطويلة تعود إلى الفازلين.

## الفازلين للشعر المتشابك
يعتبر الفازلين حل مثالي لصاحبات الشعر المتشابك نتيجة تأثيره الرائع على الشعر، فيعمل الفازلين على تنعيم الشعر المتشابك بشكل لا يسمح له بالتشابك بعد التصفيف احرصي على تنعيم شعرك بالفازلين قبل تصفيفه لتتفادي تساقط الشعر الناتج عن التصفيف.

## وصلات خارجية
- الموقع الرسمي للفازلين